# وجسيش سمارزوسكي
وجسيش سمارزوسكي (بالبولندية: Wojciech Smarzowski) (و. 1963  م) هو مخرج أفلام، وكاتب سيناريو بولندي.

## التعليم
تعلم في المدرسة الوطنية للأفلام في وودج.

## وصلات خارجية
- وجسيش سمارزوسكي على موقع IMDb (الإنجليزية)
- وجسيش سمارزوسكي على موقع قاعدة بيانات الأفلام العربية
- وجسيش سمارزوسكي على موقع ألو سيني (الفرنسية)
- وجسيش سمارزوسكي على موقع أول موفي (الإنجليزية)
- وجسيش سمارزوسكي على موقع قاعدة بيانات الفيلم (الإنجليزية)
- وجسيش سمارزوسكي على موقع كينوبويسك (الروسية)